# Mikladalur
Mikladalur (dánul: Mygledal) település Feröer Kalsoy nevű szigetén. Közigazgatásilag Klaksvík községhez tartozik.

## Földrajz
Mikladalur a sziget legnagyobb települése. A sziget keleti partjának északi részén fekszik egy széles völgyben, amely fölött északon a Nestindar, délen a Gásafjall magasodik. A völgy viszonylag magasan fekszik, és a végén meredeken szakad a tengerbe, ezért a falu híresen nehezen közelíthető meg a tenger felől. A települést egy patak osztja ketté.

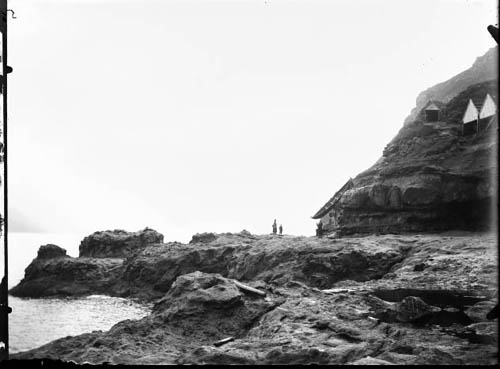
Mikladalur 1899-ben

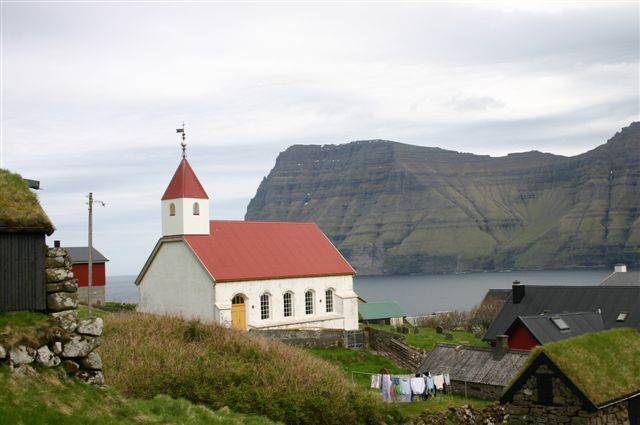
Mikladalur temploma

## Történelem
Első írásos említése az 1350-1400 között írt Kutyalevélben található. A hagyomány szerint a 14. században egy csatát vívtak itt a feröeriek (Sverre király fiának vezetésével) és a norvégok, akik adót akartak kivetni a szigetekre.
A falu kőtemploma 1856-ban épült. A településen egy öreg vízimalom is található.
2005. január 1-je óta Klaksvík község része, előtte önálló volt Mikladalur község (Mikladals kommuna) néven.

## Népesség
| Év              | Lakosság |
| --------------- | -------- |
| 1986. január 1. | 53       |
| 1991. január 1. | 61       |
| 1996. január 1. | 59       |
| 2001. január 1. | 54       |
| 2006. január 1. | 42       |

## Közlekedés
Mikladalur a tőle délre fekvő Húsarból érhető el közúton. Az út három alagúton vezet keresztül, amelyek 1979-1980-ban készültek el; ezek a Villingadalstunnilin, a Mikladalstunnilin és a Ritudalstunnilin. Északi szomszédjával, Trøllanessel 1985 óta egy 220 méteres és egy 2248 méter hosszú alagút (a Teymur í Djúpadal és a Trøllanestunnilin köti össze. A települést érinti a szigeten közlekedő 506-os busz.

## Kultúra
Itt játszódik a fókanő mondája.